# Plantagenet György clarence-i herceg
Plantagenet György, Clarence első hercege (Dublin, 1449. október 21. – London, 1478. február 18.) York-házi angol nemes, IV. Eduárd  és III. Richárd testvére volt, aki a rózsák háborújában átállt a Lancaster-ház oldalára. Árulásai miatt IV. Eduárd megölette.

## Családja
Apja Plantagenet Richárd yorki herceg, anyja Cecily Neville volt. Hét testvére volt, a fiúk közül Eduárd és Richárd király lett, Edmundot pedig a Wakefieldi csatában ölték meg. Felesége Richard Neville, Warwick grófjának lánya, Isabel volt, házasságukat 1469. július 11-én kötötték. Első közös gyermekük 1470-ben egy Calais felé tartó hajón halva született. Három gyerekük született még: Richárd, Margaret és Eduárd.

## Pályafutása
1461 márciusában, kevéssel azután, hogy IV. Eduárdot megkoronázták, György Clarence hercege és Írország katonai parancsnoka lett. A hatalomból kikerülő Warwick befolyására részt vett a király ellen puccskísérletben 1470 márciusában. Miután IV. Eduárd a felkelést a Losecote Field-i csatában leverte, György Warwickkal Calais-ba menekült.
Szeptemberben visszatértek Angliába, és ismét VI. Henrik lett az uralkodó. György hamar kiábrándult Warwick politikájából, és amikor bátyja 1471 márciusában visszatért a száműzetésből, kibékültek. György részt vett a barneti csatában és a Tewkesburyi csatában. György 1472-ben megkapta Warwick és Salisbury grófi címét.
Neje 1476-ban meghalt, és György szerette volna feleségül venni a burgundiai herceg lányát, Máriát. Eduárd azonban nem engedte, ezért György ismét szervezkedni kezdett. Amikor Eduárd ezt megtudta, börtönbe záratta, majd 1478 januárjában a parlamentben is megvádolta öccsét azzal, hogy lázadást szervezett ellene. A parlament mindkét háza elítélte Györgyöt, akit 1478. február 18-án meggyilkoltak a Towerben. A szóbeszéd szerint belefojtották egy vödör madeirai borba.